# Estarlin de los Santos
Estarlin De Los Santos Rincón (Villa Mella; 20 de enero de 1987) es un infielder dominicano de ligas menores que se encuentra en la organización de los Mellizos de Minnesota. Actualmente está asignado a Fort Myers Miracle, equipo Clase-A avanzada afiliado a los Mellizos.
De Los Santos firmó con los Mellizos como agente libre no drafteado poco después de su cumpleaños número dieciocho en 2005. A pesar de que jugó mal su primera temporada como profesional con los Gulf Coast League Twins (.195 de promedio de bateo, sin jonrón y sólo dos impulsadas con un porcentaje de fildeo de .889), mostró una mejoría constante en las tres temporadas, ya que, en 2007 con Beloit Snappers, De Los Santos empató en el liderato de la liga con 60 carreras anotadas, segundo con seis triples , en cuarto lugar con 75 hits y tercero con 27 bases robadas. Fue nombrado Jugador de la Semana de la Appalachian League (del 10 al 16 de julio de 2007) y una selección a los Juegos de Estrellas de postemporada.
De Los Santos se ha desempeñado hasta ahora principalmente en el campocorto en el farm system de los Mellizos, sin embargo, ha visto alguna acción en la segunda base. El 20 de noviembre de 2009, fue añadido al roster de 40 jugadores de los Mellizos.